# Valganciclovir

Valganciclovir.

El valganciclovir es un antiviral utilizado para el tratamiento de las infecciones causadas por citomegalovirus, especialmente para las retinitis causadas por este tipo de virus en pacientes inmunodeprimidos como los enfermos de VIH/SIDA y las neumonías causadas por estos virus en pacientes que han recibido un trasplante. Es el éster conformado entre el ganciclovir y el aminoácido valina.
Su modo de acción es el mismo que el del ganciclovir. La diferencia radica en su vía de administración que es oral, lo cual permite que sea fácilmente transformada en ganciclovir por acción de las enzimas hepáticas e intestinales llamadas esterasas; además, su biodisponibilidad es mucho mayor que la del ganciclovir. Los efectos adversos que presenta son granulocitopenia, trombocitopenia, neutropenia, anemia, fiebre, náuseas, vómito, dispepsia, diarrea, anorexia, pero la mielosupresión es la más destacable.
Recientemente, la Universidad de Stanford en California ha desarrollado un estudio que propone al valganciclovir como medicamento eficaz contra el síndrome de fatiga crónica. Estos estudios se están realizando desde inicios de 2007.
- Datos: Q423384
- Multimedia: Valganciclovir / Q423384